# موريتز كاريير
موريتز كاريير (بالألمانية: Moriz Carrière )‏ (و. 1817 – 1895 م) هو مؤرخ، ومؤلف، وفيلسوف، وأستاذ جامعي، وكاتب ألماني، ولد في بوتسباخ، كان عضوًا في الأكاديمية البافارية للعلوم والعلوم الإنسانية، توفي في ميونخ، عن عمر يناهز 78 عاماً.